# Loureiro (cépage)
Pour les articles homonymes, voir Loureiro.
Le loureiro est un cépage blanc du nord-ouest du Portugal, région du Vinho verde, qui est recommandé pour l'élaboration d'un vin blanc de qualité. Longtemps cultivé en hautain, il est aujourd'hui conduit sur cruzeta.

## Caractéristique
Ce cépage blanc est cultivé dans l'ensemble de la région des vinhos verdes car il produit des vins de qualité. Il s'adapte parfaitement aux conditions océaniques.  Mais son débourrement assez précoce le rend sensible au gel
printanier, et il a une maturation moyenne. 

## Synonyme
Ce cépage est aussi connu sous les noms de : Branco Redondos, Loureira, Loureira blanc, Loureiro blanc, Marqués et Marquez.